# علی‌محمد دهقان
علی‌محمد دهقان از سیاستمداران ایرانی بود، که در دوره‌  چهاردهم، شانزدهم و  هجدهم بعنوان نماینده شیراز در مجلس شورای ملی حضور داشت.